# Peter Wunderer
Peter Wunderer (Silandro, 21 febbraio 1990) è un ex hockeista su ghiaccio italiano, di ruolo attaccante.

## Carriera

### Club
Peter Wunderer esordì nel mondo professionistico nella stagione 2007-2008 con la maglia dell'Hockey Club Merano, collezionando 6 punti in 40 partite di stagione regolare. La stagione successiva passò all'Hockey Club Neumarkt-Egna, mettendosi in mostra con 27 punti in 37 gare disputate. In vista della stagione Wunderer 2009-2010 fu ingaggiato dall'Hockey Milano Rossoblu.
Nella prima stagione a Milano fu autore di 29 punti in 38 apparizioni, mentre l'anno successivo Wunderer produsse 23 punti. Nella stagione 2011-2012, culminata con la promozione in Serie A di Milano, Wunderer migliorò il proprio rendimento arrivando a 23 reti e 30 assist in 56 partite giocate.
Nell'estate del 2012 passò all'Hockey Club Bolzano, vincendo nel mese di settembre la Supercoppa italiana. Nell'estate del 2013 Wunderer fu riconfermato dal Bolzano, iscrittosi a partire dalla stagione 2013-14 alla prima divisione austriaca, la EBEL. Con la maglia degli altoatesini vinse la EBEL 2013-2014.
Nell'estate del 2014 ritornò a giocare in Serie A con la maglia del Cortina. Vi rimase due stagioni in massima serie, prima di decidere di tornare in Val Venosta, accasandosi all'omonima squadra di Laces, in Serie C.

### Nazionale
Wunderer giocò con la selezione Under-18 il Mondiale di Prima Divisione del 2008, mentre l'anno successivo giocò con la rappresentativa Under-20 la Prima Divisione del 2009.
Nel mese di novembre del 2014, in occasione dell'Euro Ice Hockey Challenge, fece il suo debutto con la maglia della Nazionale maggiore contro la Polonia.

## Palmarès

### Club
- Campionato austriaco: 1

Bolzano: 2013-2014
- Serie A2: 1

Milano Rossoblu: 2011-2012
- Supercoppa italiana: 1

Bolzano: 2012